# Kägiswil
Kägiswil est un village du canton d'Obwald au centre de la Suisse.

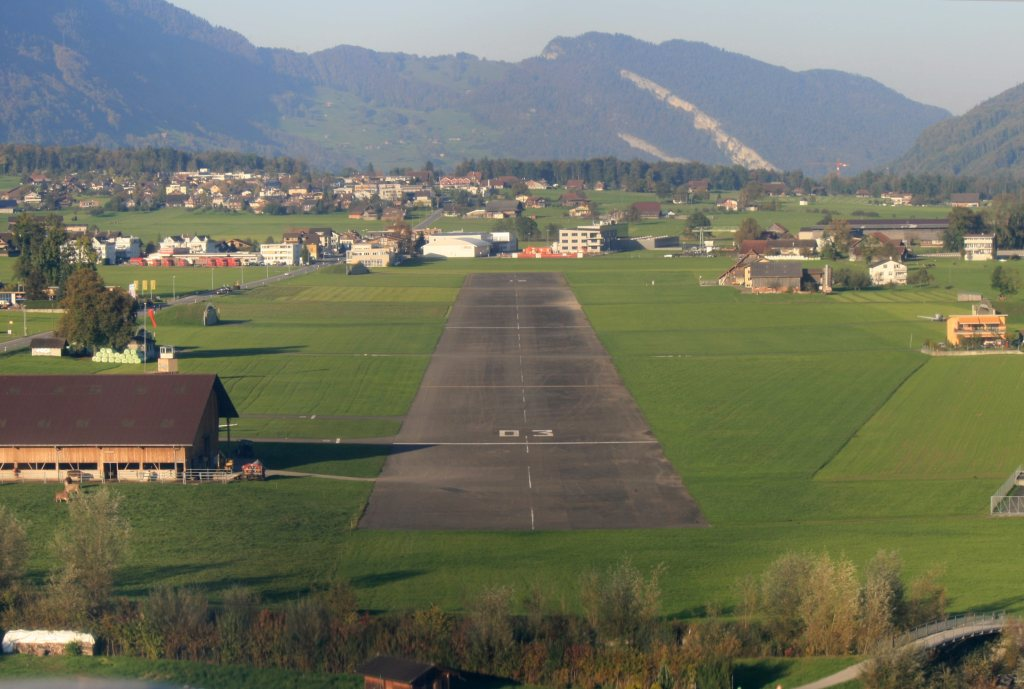
Piste de l'aérodrome de Kägiswil.

Sa population était de 1 224 habitants en 2018.
On y trouve un petit aérodrome.